# 阿爾沙雷區
52°43′40″N 61°08′07″E / 52.72778°N 61.13528°E

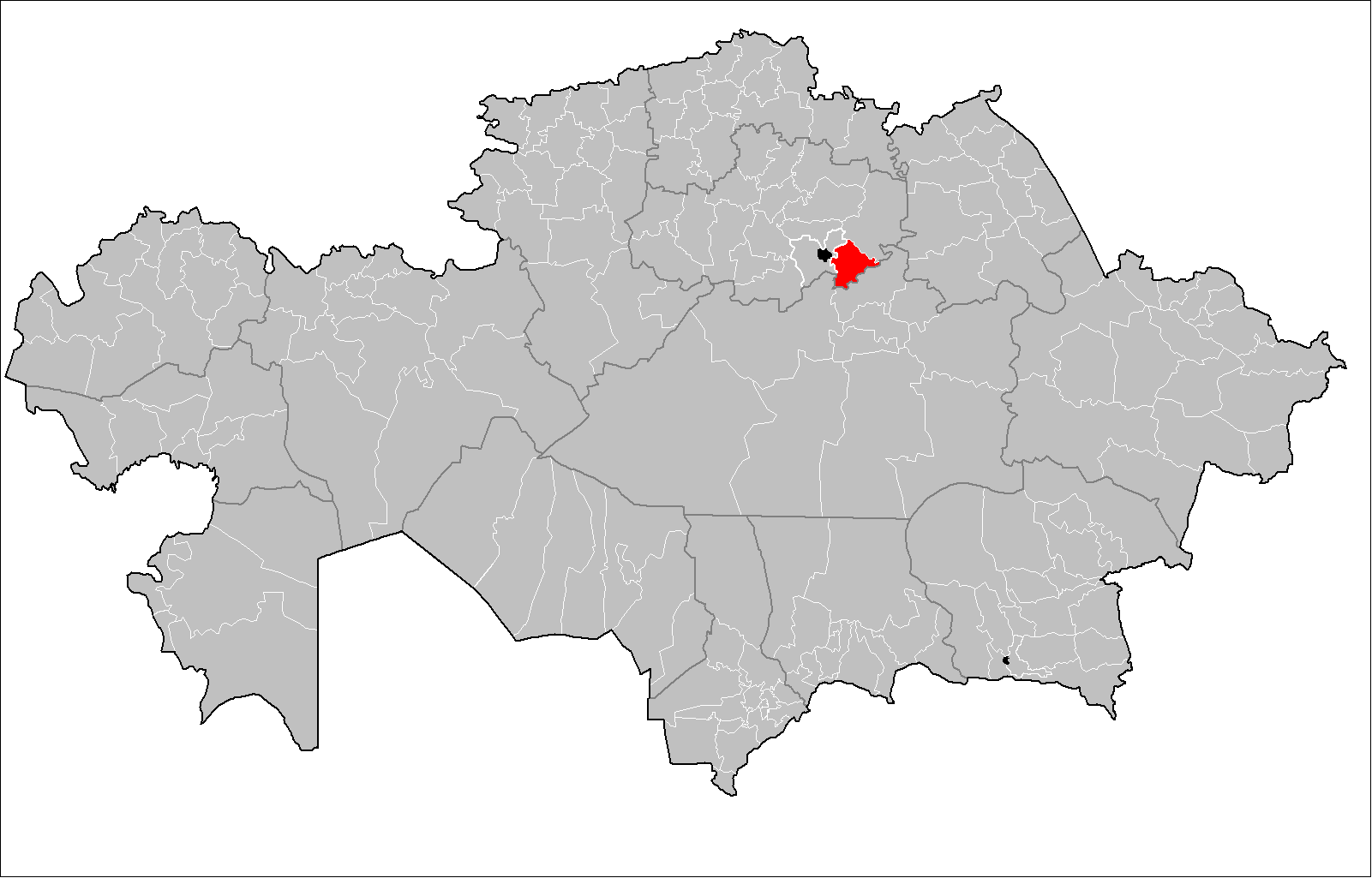

阿爾沙雷區是哈薩克斯坦的行政區，位於該國北部，由阿克莫拉州負責管轄，首府設於阿爾沙雷，始建於1930年，面積5,800平方公里，2013年人口27,119。